# Agència de Mohmand
L'agència de Mohmand (Paixtu: مومند) és una divisió administrativa idèntica a un districte, a les Àrees Tribals d'Administració Federal al nord de l'agència del Khyber. L'entitat fou creada el 1951 i fins aleshores el territori fou administrat per un subcomissionat amb seu a Peshawar, dins de la província de la Frontera del Nord-oest. Del 1951 al 1973 la capital va romandre a Peshawar però en aquest any fou traslladada a Ekkagund. Més tard la capital es va establir a Ghalanai, on es troba actualment. L'administració està a càrrec d'un agent polític.
La superfície és de 2.297 km². Segons el cens de 1998 la població era de 334.453 habitants (171 per km²), i actualment (2009) es calcula que sobrepassa àmpliament el mig milió. Les tribus principals són els mohmands, amb els clans, baizai, khwaizai, halimzai, tarakzai (subclans Dado Khel, Kasim Khel, Bran Khel i Issa Khel), i les tribus dels safis (o safi mohmands) i utman khel. Els halimzai foren anomenats pels britànics com els stones (pedres). Quatre clans dominen l'agència: Baizai, khwaizai, halimzai i tarakzai.
L'agència està dividida en Alt Mohmand i Baix Mohmand. El mercat central és Gandhab localment coneguda com a Ghandao Bazaar. El territori és muntanyós. La central hidroelèctrica de Warsak Dam o Warsak Hydel, al riu Kabul, a uns 32 km de Peshawar fou iniciada el 1955 i fou un gran centre de producció elèctrica després superat per la central de Mangla. La presa de Munda s'està construint al riu Swat. Dins l'agència és notable la vall de Gandab.
Els mohmands foren tradicionalment aliats als yusufzai, i exercien una mena de domini feudal sobre dos tribus: els satis, probablement kafirs islamitzats, i els mullagoris entre el riu Kabul i el pas del Khyber; aquesta segona tribu tenia entre 500 i 800 guerrers vers 1900 i negava ser dependent dels mohmands, afermant la seva independència.

## Història
Els mohmands foren del grup de les tribus afganeses que sota l'empenta dels mogols van emigrar a l'est entre els segles xiii i XV expulsant als hindús i elements no afganesos de Peshawar i la seva regió. Els seus kans actuaven units contra els shinwaris, que mancaven de solidaritat entre ells. El cap principal era el kan de Lalpura, i per sota diversos kans menors. Els kans de Lalpura van retre homenatge a Akbar el Gran i Shah Jahan; posteriorment la seva vinculació amb l'imperi mogol fou difusa i sota Aurangzeb apareixen revoltats; l'emperador els va derrotar i els va capturar el seu fetitxe, un timbal que segons la tradició només es tocava en els moments més crítics especialment al territori de Shinwan per terroritzar als seus habitants.
Es van sotmetre a Nadir Shah de Pèrsia i després del 1747 a Ahmad Shah Abdali (Durrani); van seguir sotmesos al sobirà afganès però el 1782 Arsala Khan de Lalpura es va revoltar contra Timur Shah Durrani; finalment fou derrotat i fou executat a Peshawar el 1791. En els anys següents la història dels kans de Lalpura és una relació de fets sagnants. Saadat Khan, que fou kan per quaranta anys, fou un vassall lleial de la dinastia Barakzai de l'Afganistan; el 1841 després del desastre britànic a Kabul, es van revoltar contra els britànics, acció que van repetir el 1851 i 1854 i els britànics van haver d'atacar els pobles dels michni mohmands. El 1864 una força britànica de 1200 infants i 460 cavallers va dispersar a un contingent mohmand de 5500 homes dels quals uns 40 van morir. Saadat Khan fou arrestat el mateix 1864 per forces de l'emir per haver fet nombroses incursions a territori britànic a la frontera, i portat presoner a Kabul; després d'un període d'anarquia, Akbar Khan fou nomenat el 1880 pel govern britànic, com a kan, però per la seva extravagància i dissipació li van fer perdre influència i el 1896 va abdicar el càrrec i se'n va anar a viure a Kabul. El 1896 els utmanzai, dawezai, halimzai, tarakzai i pindiali mohmands van caure sota exclusiu control dels britànics i en endavant van rebre un subsidi. El 1903 es van establir també subsidis pels musa khels (mitai mohmands). En aquest temps els mohmans podien posar en peu de guerra uns 18.000 guerrers. Foren la tribu que va donar més problemes als britànics amb nombroses incursions i atacs; el fet més alarmant fou la mort d'un oficial britànic, el major MacDonald, comandant del fort Michni, el 1873 que va anar seguida d'una expedició de càstig i la imposició d'una multa; a la guerra angloafganesa de 1875-1879 els mohmands van estar contra els britànics; el 1895 van seguir al cap religiós rebel Adda Mullah, i es van oposar a la força de Chitral. El 1897 foren dels primers a aixecar la bandera de la revolta o gihad contra els britànics i van atacar Shabkadar; els britànics van envair el país des de Bajaur amb dues brigades de la Malakand Field Force dirigida per Sir Bindon Blood, i des de Shabkadar per dues brigades més manades per Sir Edmond Elles.